# Ludowy Artysta ZSRR

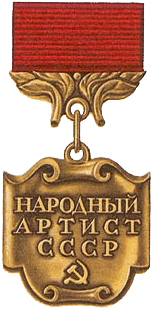
Odznaka „Ludowy Artysta ZSRR”

Ludowy Artysta ZSRR (ros. Народный артист СССР) – tytuł honorowy, nadawany wybitnym twórcom radzieckiej sztuki teatralnej, filmowej i muzycznej. 

## Historia
Został ustanowiony decyzją Centralnego Komitetu Wykonawczego 6 września 1936 roku. Nadawano go do 21 grudnia 1991 roku. Ogółem otrzymało go 1006 (według niektórych źródeł 1007) osób. Tytuł ten był najwyższym wyróżnieniem w dziedzinie muzyki oraz sztuk scenicznych.
- Tytuł honorowy „Artysta Ludowy ZSRR” przyznaje się najwybitniejszym twórcom, którzy wnieśli szczególny wkład w rozwój radzieckiego teatru, muzyki, kina, cyrku, programów telewizyjnych i radiowych oraz wychowania nowego pokolenia twórców.
- Przyznanie tytułu honorowego „Artysta Ludowy ZSRR” następuje na wniosek Ministerstwa Kultury ZSRR, Państwowego Komitetu Kinematografii, Państwowego Komitetu Radia i Telewizji, władz naczelnych Związku Filmowców ZSRR, Związku Kompozytorów ZSRR.
- Osoby wyróżnione tytułem „Artysta Ludowy ZSRR” otrzymują dokument Prezydium Rady Najwyższej ZSRR potwierdzający przyznanie tytułu oraz medal wraz z legitymacją.
- Medal „Artysta Ludowy ZSRR” nosi się na prawej stronie piersi, a jeśli wyróżniona osoba ma inne odznaczenia ZSRR – nad nimi[1].